# Pyxicephalus edulis
Pyxicephalus edulis (tên tiếng Anh: Edible Bullfrog) là một loài ếch trong họ Ranidae.
Nó được tìm thấy ở Botswana, Cameroon, Gambia, Kenya, Malawi, Mozambique, Nigeria, Senegal, Somalia, Nam Phi, Swaziland, Tanzania, Zambia, Zimbabwe, và is có thể có ở; Bénin, Burkina Faso, Cộng hòa Trung Phi, Chad, Cộng hòa Dân chủ Congo, Bờ Biển Ngà, Ghana, Guinea, Mali, Namibia, Sudan, Togo, và Uganda.
Các môi trường sống tự nhiên của chúng là xavan khô, xavan ẩm, đồng cỏ nhiệt đới hoặc cận nhiệt đới vùng ngập nước hoặc lụt theo mùa, đầm nước, hồ nước ngọt có nước theo mùa, đầm nước ngọt có nước theo mùa, đất canh tác, vùng đồng cỏ, ao, kênh đào và mương rãnh, và man-made carxtơ.

## Hình ảnh

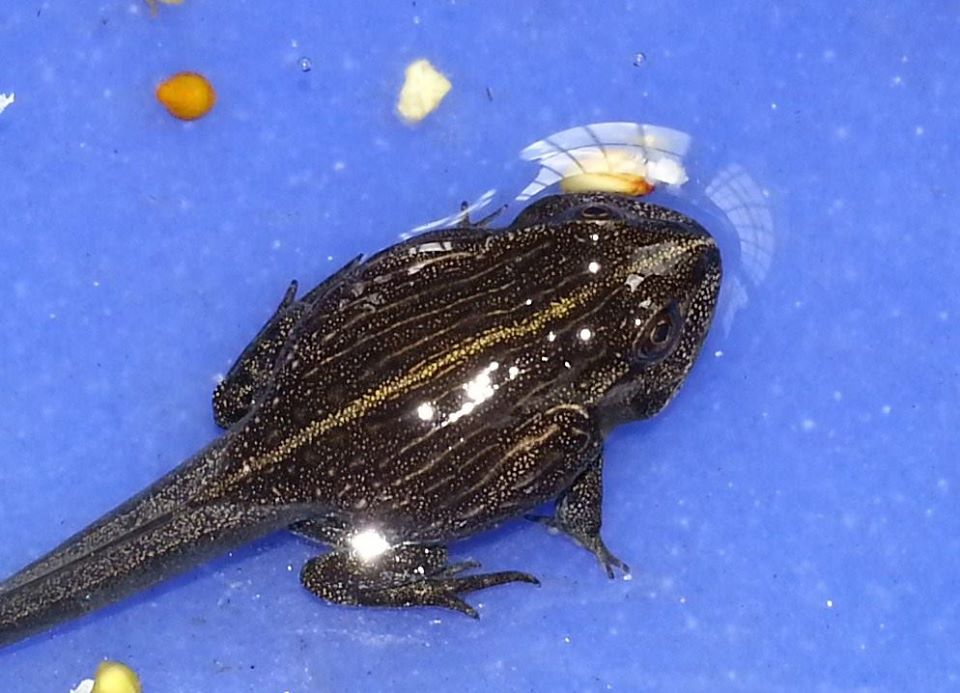